# Ilja Richter
Ilja Richter (Berlijn, 24 november 1952) is een Duitse presentator, (stem)-acteur en zanger.

## Jeugd
Ilja Richter werd in Berlin-Karlshorst geboren als zoon van de Joodse Eva en de communist Georg Richter. De moeder had dankzij een valse identiteit de tijd van het nazisme overleefd. Nadat de familie in de voormalige DDR met politieke problemen werd opgezadeld, verhuisden ze in 1953 naar West-Berlijn, waar ze een eethuis huurden. In 1955 werd zijn zus Janina geboren en in 1959 verhuisde de familie naar Keulen, waar ze ook een eethuis openden. In 1961 verhuisden ze weer naar West-Berlijn, waar ze een pension begonnen. Zijn moeder, een voormalige actrice, liet hem voorspreken tijdens een auditie bij de SFB.
De tv-film Gott und die Welt. Grenzgänge mit Ilja Richter documenteert de ingewikkelde confrontatie met zijn Joodse wortels.
De RIAS, een toenmalige Berlijnse radiozender, contracteerde de getalenteerde 8-jarige spreker en zanger. Zijn eerste spreekrol was die van het muisje Kukuruz uit het hoorspel Schwarz auf weiß van Ephraim Kishon, in welke tv-verfilming hij in 1963 te zien was naast Edith Hancke. Als kindster werkte hij mee aan meer dan 60 hoorspelen van de RIAS. Mede daardoor werd hij verder aanbevolen aan de Berlijnse theaters.
Zijn eerste rol kreeg hij in het stuk Belvedere (1961) bij het Berlijnse Renaissance-Theater met in de hoofdrol Viktor de Kowa. In de tussentijd bezocht hij een privéschool. In 1963 kreeg hij een kleine rol in de musical Annie Get Your Gun bij het Theater des Westens, met in de hoofdrol Heidi Brühl. In 1966 trad hij in datzelfde theater op met Vico Torriani in het zangspel Im weißen Rößl. Zijn talent kreeg veel respect, toen hij in 1966 in het tweepersoons-stuk Freunde und Feinde acteerde als partner van Martin Held.
Hij speelde ook mee in de ZDF-tv-serie Till, der Junge von nebenan (1967). Als 16-jarige aanvaardde hij bij het ZDF de co-presentatie van het muziekprogramma 4-3-2-1 Hot & Sweet (1969), samen met Suzanne Doucet. Dit zou de tegenhanger moeten worden van Beatclub van de ARD. Vanaf 1970 presenteerde Richter het programma alleen. In februari 1971 werd Disco geïntroduceerd, dat 11 jaar lang niet meer weg te denken was uit het Duitse schlagercircuit. Zijn spreuk in dit programma was <Licht aus! Whoom! Spot an! Jaaa!>. Het programma kreeg een hoge kijkdichtheid. Wegens het succes werd de uitzending verplaatst naar de avonduren. Het buitengewone aan het programma was, dat artiesten van geheel verschillende muziekstromingen (schlager, pop, rock) na elkaar optraden. Tussen de muziekoptredens door werden van tevoren opgenomen sketches ingelast, waarin Richter met veel bombarie, voorspelbare grappige stukjes opvoerde. In 1982 werd de uitzending beëindigd.
In 1975 kreeg hij de Bravo Otto. In 1978 produceerde hij met actrice Ursela Monn het album Riekes Jesäng met Berlijnse liederen. Daarna werkte hij als acteur en regisseur met de Berlijnse komedie Treppauf-Treppab, waarmee hij in de herfst van 1983 op tournee ging. Het stuk werd in 1984 door de televisie uitgezonden. Zijn bekendste optreden was het eenpersoons-stuk Der Ansager einer Stripteasenummer gibt nicht auf van Bodo Kirchhoff. Hij was een poos lid van het ensemble van het Bremer Schauspielhaus.
Van 1985 tot 1987 was hij columnist bij de Tageszeitung en de Hamburger Morgenpost. Richter werkte ook als stemacteur, in het bijzonder voor animatiefilms. Hij leende zijn stem aan bekende figuren, waaronder het aardmannetje Timon uit de Walt Disney-film The Lion King, Count Dukula uit de gelijknamige animatieserie en Mike Glotzkowski uit de Disney-films Monster, Inc. en Monsters University.

## Publicaties
Naast zijn autobiografie Spot aus! Licht an! publiceerde hij het boek Der Deutsche Jude, waarin hij zich samen met zijn moeder ironisch uitlaat over de Duits-Joodse geschiedenis. Zijn boek Bruno-von Bären und Menschen (2007) is een verhaal over de in 2006 afgeschoten bruine beer Bruno. In mei 2013 publiceerde hij Du kannst nicht immer 60 sein. Mit einem Lächeln älter werden.
In 2011 vierde de ZDF-Disco haar 40-jarig jubileum en Ilja Richter ging op de disco-toer. Naar aanleiding van dit jubileum publiceerde Sony Music meerdere cd's en dvd's, die deels waren vertegenwoordigd in de hitlijst. Bovendien produceerde hij met zijn zoon Kolja de kinderplaat Die kleine Schnecke. In 2012 nam hij afscheid van het disco-podium met Die letzte disco tour.

## Privéleven
Ilja Richter was van 1975 tot 1978 samen met de zangeres Marianne Rosenberg. Hij was tot 2004 getrouwd met de filmuitgeefster Stephanie von Falkenhausen. Zijn zoon (geb. 2001) werd geboren uit een relatie met een Franse grimeuse. Hij woont in Mecklenburg.

## Onderscheidingen
- 1975: Gouden Bravo Otto
- 1978: Goldene Kamera
- 1997: ECHO Klassik in de categorie Klassiek voor kinderen (Ein Opernführer) (met Stefan Siegert en Sikle Dornow)
- 2003: ECHO Klassik in de categorie Klassiek voor kinderen (Verdi: Don Carlos) (met Stefan Siegert en Sikle Dornow)
- 2005: Curt Goetz-Ring
- 2010: Deutscher Hörbuchpreis in de categorie Beste Fiktion voor zijn lezing (met Peter Fricke en Hanns Zischler) van de Chronik der Gefühle van Alexander Kluge
- 2014: Nominatie voor de Deutsche Animationssprecherpreis bij het tekenfilmfestival Stuttgart voor zijn stemrol in Die Monster Uni

## Filmografie
- 1962: So toll wie anno dazumal
- 1963: Schwarz auf Weiß
- 1963: Piccadilly null Uhr zwölf
- 1964: Die Schneekönigin
- 1968: Till, der Junge von nebenan
- 1969: Ich bin ein Elefant, Madame
- 1969: Tony's Freunde
- 1970: Wenn die tollen Tanten kommen
- 1970: Wer zuletzt lacht, lacht am besten
- 1970: Unsere Pauker gehen in die Luft
- 1970: Musik, Musik – da wackelt die Penne
- 1971: Das haut den stärksten Zwilling um
- 1971: Hilfe, die Verwandten kommen
- 1971: Die tollen Tanten schlagen zu
- 1971: Die Kompanie der Knallköppe
- 1971: Wenn mein Schätzchen auf die Pauke haut
- 1971: Tante Trude aus Buxtehude
- 1971–1982: disco (ZDF muziekuitzending)
- 1972: Betragen ungenügend!
- 1973: Blau blüht der Enzian
- 1973: Das Wandern ist Herrn Müllers Lust
- 1980: Bühne frei für Kolowitz
- 1980: Hollywood, ich komme
- 1983: Die wilden Fünfziger
- 1985: Ausgeträumt
- 1985: Nessie – Das verrückteste Monster der Welt
- 1985: Turf
- 1985: Drei Damen vom Grill
- 1985: Mein Freund Harvey
- 1992: Sylter Geschichten
- 1992: Treff am Alex
- 1996: Beim nächsten Kuß knall ich ihn nieder
- 1997: Wenn der Präsident zweimal klingelt
- 1998: Drei Chinesen mit dem Kontrabass
- 1999: Die Musterknaben 2
- 1999: Im Namen des Gesetzes: Freitag der 13.
- 1999: Tatort: Blinde Kuriere
- 1999: SOKO 5113: Fauler Zauber
- 1999: Spuk im Reich der Schatten
- 2000: Tatort: Mauer des Schweigens
- 2002: SOKO Kitzbühel: Ein tiefer Fall
- 2002: Herz in Flammen
- 2003: Körner und Köter
- 2003: Schlosshotel Orth
- 2004: Liebe süß-sauer: Die Verlobte aus Shanghai
- 2005: Eine Prinzessin zum Verlieben
- 2005: Ein Hund, zwei Koffer und die ganz große Liebe
- 2005: In aller Freundschaft
- 2006: Mein Führer
- 2006–2007: Pocoyo
- 2007: Dornröschen: Ab durch die Hecke
- 2007: Ich leih’ mir eine Familie
- 2008: Tierärztin Dr. Mertens (tv-serie)
- 2008: 4 Singles
- 2009: Romeo und Jutta
- 2009: Klick ins Herz
- 2010: Das Sandmännchen – Abenteuer im Traumland (stem)
- 2010: Forsthaus Falkenau (tv-serie)
- 2010: Notruf Hafenkante – Geisterstunde
- 2010: SOKO Stuttgart – Hybris
- 2013: SOKO 5113 - Das Alibi
- 2013: V8 – Du willst der Beste sein
- 2013: Rosamunde Pilcher: Alte Herzen rosten nicht
- 2014: Hotel Zuhause: Bitte stören!

## Filmsynchronisatie
- 1984: Ferdy the Ant – Duitse stem van Tolpatsch
- 1989: Count Duckula – Duitse stem van Graf Duckula
- 1994: The Lion King – Duitse stem van Timon
- 1995–1999: Abenteuer mit Timon und Pumbaa, alle 86 afleveringen – Duitse stem van Timon
- 1998: Apt Pupil – Duitse stem van Edward French (David Schwimmer)
- 1999: Jim Knopf (animatieserie) – Duitse stem van Mies Fies Ling
- 1999: Tobias Totz und sein Löwe – Duitse stem van de neushoorns
- 1999: The Lion King II – Simba's Pride – Duitse stem van Timon
- 1999: The Matrix – Duitse stem van Cypher / Mr. Reagan
- 2001: Monsters, Inc. – Duitse stem van Michael 'Mike' Glotzkowski
- 2002: Friends, seizoen 9, aflevering 6 – Duitse stem van David
- 2003: La prophétie des grenouilles – Duitse stem voor varkens
- 2004: The Lion King 1½ – Duitse stem van Timon
- 2006: Hoodwinked – Duitse stem van de Regisseur
- 2008: ואלס עם באשיר – Duitse stem van Carmi Cna'an
- 2009: Die kleine Monsterin – Duitse stem van Edison
- 2010: Das Sandmännchen – Abenteuer im Traumland – Duitse stem van Habumar
- 2010: Nummer 6, aflevering 5: Der Doppelgänger – Duitse stem van Nummer Zwei (Anton Rodgers)
- 2010: Chi Rho – Das Geheimnis – Duitse stem van C.T.
- 2012: Life of Pi: Schiffbruch mit Tiger – Duitse stem van de volwassene Pi
- 2013: Die Monster Uni – Duitse stem van Michael 'Mike' Glotzkowski
- 2014: Wickie und die starken Männer (2014), (tv-serie, aflevering: Der falsche Druide) – Duitse stem van de valse Druide
- 2014: Die Pinguine aus Madagascar – Duitse stem van Dr. Octavius Brine/Dave
- 2016: The Lion Guard – Duitse stem van Timon

## Theater en Musical
- 1961: Belvedere
- 1962: Fußgänger der Luft
- 1966: Freunde und Feinde
- 1967: Im weißen Rössl
- 1982: Treppauf-Treppab
- 1983: Sweet Charity
- 1984: Wie man was wird im Leben, ohne sich anzustrengen
- 1984: Der reinste Wahnsinn
- 1985: Nur keine Panik
- 1987: Häuptling Abendwind … als kapper
- 1987: Designern gibts der Herr im Schlaf
- 1988: Augenblicke für Feinde und Freunde
- 1990: Schergen bringen Glück
- 1990: Die Möwe … als Medwedenko
- 1992: Sommernachts-Sexkomödie
- 1992: Die Hose
- 1992: Stepping Out
- 1993: Lasst uns endlich anfangen
- 1995: Der Ansager einer Stripteasenummer gibt nicht auf – Düsseldorfer Schauspielhaus
- 1996: Das Kryptogramm – Düsseldorfer Schauspielhaus
- 1997: Zuständ wie im alten Rom – Theater des Westens, Berlin
- 1998: The Black Rider – Renaissance Theater Berlin und Bad Hersfelder Festspiele … als duivel
- 1998: Altweibersommer – Münchner Volkstheater
- 2000/2001: Chicago – Theater des Westens, Berlin … als Amos Hart
- 2001: Der Snob – Westfälisches Landestheater
- 2001/2002: Mord auf Rezept – Kleine Komödie am Max II, München en Theater am Kurfürstendamm, Berlin … als Dr. Flemming
- 2003–2005: Galanacht – Komödie am Winterhuder Fährhaus, Hamburg
- 2003–2006: My fair lady – Tournee … als Prof. Henry Higgins
- 2004: Hohner – das Musical – Trossingen … als Liquidator
- 2004/2005: Pinkelstadt – das Musical … als Werdmehr von Mehrwerth
- 2005: Jedermann – Ital-Reding-Hofstadt, Schweiz en in de Berliner Dom … als Mammon
- 2006: Verrückte muss man gar nicht erst in Stimmung bringen – Tournee
- 2006–2008: Monsieur Ibrahim und die Blumen des Koran – Tournee … als Momo
- 2007: Monsieur Ibrahim und die Blumen des Koran – Ernst-Deutsch-Theater Hamburg … alle Rollen
- 2007: Blattschuss (Düsseldorf) … als echtgenoot
- 2007: Ilja Richter erinnert sich – Show oder So
- 2007: Nibelungen Festspiele-Worms … als Rüdiger von Bechelaren
- 2007: AIDS Gala-Hamburg
- 2007: Verrückte muss man gar nicht erst in Stimmung bringen
- 2007: Kiss me, Kate – Duisburg
- 2007: Hello, Dolly! – Tournee
- 2008: Richard III.
- 2008: Nibelungen Festspiele-Worms … als Rüdiger von Bechelaren
- 2010: Monsieur Ibrahim und die Blumen des Koran – Schlossparktheater Berlin
- 2011: Sechzehn Verletzte – Altes Schauspielhaus Stuttgart
- 2011: Komiker aus Versehen – Komödie im Marquardt in Stuttgart
- 2016: My Fair Lady – Bad Hersfelder Festspiele
- 2017: Ilja Richter singt Georg Kreisler - Tournee

## Hoorspelen
- 1989 – Graf Duckula
- 1994 – König der Löwen (delen 1, 2 en 3), als Timon
- 1999 – Tobias Totz und sein Löwe, als neushoorn
- 2001 – Der Holzwurm der Oper erzählt
- 2003 – Die drei ???: Gefährliches Quiz (aflevering 109), als Nick Nobel
- 2003 – TKKG: Argentinische Entführung
- 2004 – Artemis Fowl als Foaly
- 2005 – Große Geschichten neu erzählt – Alice im Wunderland, als verteller
- 2006 – Kabale und Liebe van Friedrich von Schiller, als hofmaarschalk von Kalb,  MDR, ook als luisterboek
- 2008 – Der Räuber Hotzenplotz – Die grosse 6 CD-Hörspielbox, als Petrosilius Zwackelmann
- 2009 – Radio Tatort – Kaltfront, als Paul Breitner
- 2014 – Der Mentor van Daniel Kehlmann, als Erwin Wangeroth, MDR/ORF/WDR, ook als luisterboek

## Luisterboeken
- 2003 – Schiffbruch mit Tiger
- 2004 – Bambiland
- 2005 – Die Hintergründe zu den Helsinki Roccamatios
- 2005 – Die Bären-Strategie
- 2006 – Groß ist die Welt
- 2006 – Gedichte von Ringelnatz
- 2007 – Bruno – von Bären und Menschen, Gugis, Lahr 2007, ISBN 978-3-939461-24-1.

## Geluidsdragers
- 1961 – Schokolade, Pfefferminz, saure Drops
- 1961 – Lausbubentwist
- 1961 – Ich möchte am Broadway Blümchen pflücken
- 1969 – Tip-Tap in die Tulpen
- 1970 – Ich hol' dir gerne vom Himmel die Sterne
- 1972 – Eine Goldmedaille für deine Supertaille
- 1977 – Tip-Tap in die Tulpen (nieuwe versie)
- 1979 – Liebe im Büro
- 1984 – Liebeslied
- 1999 – disco cd-serie
- 2011 – 40 Jahre ZDF disco cd- en dvd-serie
- 2012 – Best Of disco boek en cd-serie